# Holstebro Cykle Club af 1960
Велоклуб Хольстебро 1960 года (дат. Holstebro Cycleclub af 1960, HCC 1960) — датский любительский велосипедный клуб, расположенный в Хольстебро. Клуб является членом Датского союза велосипедистов и подчиняется законам, правилам и положениям союза. Клуб был основан в 1960 году, что отражено в его названии.

## Деятельность клуба
Цель клуба — продвигать интерес к велоспорту в Хольстебро и окрестностях, как на соревновательном, так и на любительском уровне. Это достигается через организацию шоссейных гонок, совместных тренировок и других мероприятий.
HCC 1960 предлагает широкий спектр велосипедных активностей для своих членов:
- Шоссейный велоспорт: Клуб организует тренировки и соревнования по шоссейному велоспорту.
- Маунтинбайк: Для любителей езды по бездорожью клуб предоставляет возможности для занятий маунтинбайком.
- Велокросс: В осенне-зимний период клуб активно занимается велокроссом.
- Спиннинг: Для поддержания формы в зимний период клуб организует занятия по спиннингу.

У Holstebro Cycleclub af 1960 есть официальный веб-сайт, где можно найти актуальную информацию о деятельности клуба, расписание тренировок и контактные данные. Клуб также представлен на платформе Strava, где члены могут отслеживать свой прогресс и участвовать в клубных соревнованиях.
Члены клуба регулярно принимают участие в различных национальных и международных соревнованиях по велоспорту под эгидой UCI.
Клуб подходит для велосипедистов всех уровней: от новичков до опытных и амбициозных гонщиков. Он проводит различные мероприятия, тренировки, тренировочные лагеря и велогонки, организует социальные мероприятия с апреля по сентябрь, включая простые велопрогулки каждый второй четверг.

### Детское и юношеское отделение
Holstebro Cykle Club приглашает юных велосипедистов присоединиться к команде. В клубе есть несколько возрастных групп: U11-U12 (9-12 лет), U13-U14 (11-14 лет), U15-U16 (13-16 лет) и U17-U18 (15-18 лет). Для каждой группы есть свои опытные тренеры, контакты которых можно найти на сайте клуба.
Клуб предлагает разнообразные возможности для детей и подростков, увлечённых велоспортом: Летом ребята могут выбирать между шоссейными тренировками, которые проходят по вторникам и четвергам, и заездами на маунтинбайках по понедельникам и средам. Гибкий график позволяет юным спортсменам тренироваться до четырёх раз в неделю или выбирать дни, которые им больше подходят. Зимой клуб не прекращает свою деятельность. Продолжаются тренировки на маунтинбайках, а также проводится специальная зимняя гимнастика, разработанная с учётом потребностей велосипедистов.
Для тех, кто предпочитает тренироваться дома, организованы онлайн-занятия. HCC заботится о своих юных членах и предоставляет возможность взять напрокат шоссейный велосипед или маунтинбайк, если у ребёнка ещё нет собственного. Это возможность попробовать себя в велоспорте без значительных финансовых вложений.
Для юных велосипедистов в клубе существует отдельное расписание тренировок.
Тренировки проходят в разных местах Хольстебро, что делает их разнообразными и интересными. Клуб активно участвует в различных соревнованиях, от местных до национальных, что даёт юным спортсменам возможность проявить себя и получить соревновательный опыт. Помимо тренировок, HCC организует социальные мероприятия и тренировочные лагеря, а также совместные поездки на соревнования по всей стране. HCC создает дружелюбную и поддерживающую атмосферу, где каждый юный велосипедист может развиваться, учиться и наслаждаться спортом в компании единомышленников.
Клуб организовал чемпионат Дании U23 и Masters в 2023 году. Клуб также организовал чемпионат Дании по гравийным гонкам в 2024 году, в котором приняли участие 347 велосипедистов разных возрастов.

## Членство и членские взносы
Членство в клубе открыто для всех желающих. Отказ в приеме возможен только при голосовании простым большинством членов правления.
HCC 1960 открыт для новых членов и предлагает различные типы членства
- Активное членство: 600 крон в год. Это основной тип членства для взрослых участников, которые регулярно тренируются и участвуют в мероприятиях клуба.
- Пассивное членство: 200 крон в год. Подходит для тех, кто хочет поддержать клуб, но не планирует активно участвовать в тренировках или соревнованиях.
- Молодёжное членство (до 18 лет): 300 крон в год. Специальная сниженная ставка для юных велосипедистов, что делает спорт более доступным для молодежи.

Минимальный возраст для вступления в клуб — 9 лет.
Клуб предоставляет велосипеды напрокат для новичков (максимум на 3 месяца). Члены клуба могут помочь с выбором подходящего велосипеда и экипировки.

## Тренировки
Взрослое отделение HCC проводит регулярные тренировки для своих членов. Все тренировки начинаются от кемпинга DCU-Camping Holstebro Sø, расположенного в районе Мейдал недалеко от Хольстебро.
Расписание тренировок выглядит следующим образом:
- Вторник и четверг: начало тренировки в 18:00, продолжительность: около 3 часов;
- Суббота: длительная тренировка на шоссе в 9:00
- Воскресенье: начало тренировки в 09:00, продолжительность: около 4 часов.

Такое расписание позволяет членам клуба тренироваться как в будние дни после работы, так и в выходные. Более длительная воскресная тренировка даёт возможность проведения более интенсивных и продолжительных заездов.
Кроме того, клуб организует специальные мероприятия, такие как «Tour de Vestjylland» — многодневная велогонка по Западной Ютландии.
Клуб HCC предлагает также разнообразные тренировки по маунтинбайку для своих членов разных возрастных категорий. Тренировки проходят в различных локациях.
Для взрослых и молодежи старше 15 лет тренировки проводятся по вторникам и четвергам. Сбор происходит в 18:00 на парковке у входа в лес Vestre Plantage. Это даёт возможность для более опытных райдеров потренироваться вместе и обменяться опытом. Юные велосипедисты также не остаются без внимания. Для детей от 7 до 14 лет тренировки проходят по понедельникам и средам. Сбор в 17:00 на той же парковке у Vestre Plantage. Это позволяет молодым спортсменам развивать свои навыки в безопасной и дружественной обстановке под руководством опытных тренеров. Клуб заботится о новичках и предлагает специальные тренировки для начинающих. Они проходят по средам в 17:00, также с местом сбора на парковке у Vestre Plantage. Это возможность для тех, кто только начинает свой путь в маунтинбайке, получить базовые навыки и уверенность на трассе.

## Руководство и устав клуба
Клубом руководит правление из 5-7 членов. Председатель и казначей избираются отдельно на общем собрании, остальные члены правления также избираются общим собранием.
Общее собрание — высший орган управления клуба. Обычное общее собрание проводится в марте каждого года. Внеочередное собрание может быть созвано по требованию правления или 2/3 членов клуба.
Финансовый год клуба — с 1 января по 31 декабря. Отчетность проверяется ревизором, который не может быть членом правления.
Изменения в устав могут быть внесены только решением общего собрания, принятым 2/3 голосов.
Решение о роспуске клуба также требует 2/3 голосов на общем собрании. В случае роспуска, средства клуба передаются в Спортивный совет Хольстебро на 5 лет, после чего, если не будет создан новый велоклуб, остаются у Совета.
Клуб несет ответственность только в пределах своего имущества. Члены клуба и правления не несут личной ответственности по обязательствам клуба.
Члены, занимающиеся велоспортом на соревновательном уровне, подчиняются правилам Датского велосипедного союза (DCU).
Клубом управляет совет директоров:
| Должность                | ФИО                    |
| ------------------------ | ---------------------- |
| Председатель             | Йенс Кристиан Педерсен |
| Заместитель председателя | Ларс Йенсен            |
| Казначей                 | Бент Андерсен          |
| Секретарь                | Кристиан Нильсен       |
| Член правления           | Йеспер Нильсен         |

## Спонсоры и партнёры клуба
Holstebro Cycleclub af 1960 (HCC 1960) имеет ряд спонсоров, которые поддерживают деятельность клуба. Информация о спонсорах доступна на официальном сайте клуба.
Список основных спонсоров:
| Компания                               | Сфера деятельности                                                |
| -------------------------------------- | ----------------------------------------------------------------- |
| Actona Group                           | Компания, специализирующаяся на производстве мебели.              |
| Thybo Biler                            | Автомобильный дилер в Хольстебро.                                 |
| Cykel-Mads                             | Велосипедный магазин в Лемвиге.                                   |
| Super Dæk                              | Компания, занимающаяся продажей и обслуживанием шин в Хольстебро. |
| Vestjysk Bank                          | Местный банк.                                                     |
| Olympia Cykler                         | Веломагазин.                                                      |
| Restaurant Italia Holstebro            | Итальянский ресторан в Хольстебро.                                |
| The Bikefit Studio by Mads Christensen | Студия, специализирующаяся на подборе и настройке велосипедов.    |
| DCU-Camping Holstebro Sø               | Кемпинг у озера в Хольстебро.                                     |

Эти спонсоры представляют различные сферы бизнеса, от велосипедной индустрии до банковского дела и общественного питания.

## Клубная форма
Holstebro Cykle Club предлагает своим членам возможность приобрести клубную форму. Она производится компанией Xtreme.
Состав комплекта:
Велосипедная майка с коротким рукавом, велосипедные шорты, ветровка, жилет, велосипедная майка с длинным рукавом, длинные велосипедные штаны.
Заказы на клубную форму принимаются два раза в год: весной и осенью, точные даты заказов публикуются на сайте клуба. Перед заказом члены клуба могут примерить образцы формы для определения правильного размера. Образцы доступны в помещении клуба, а на сайте представлены фотографии клубной формы.